# Jon Wilhelm Heyne
Jon Wilhelm Heyne (ur. 1898, zm. ?) – zbrodniarz nazistowski, członek załogi niemieckiego obozu koncentracyjnego Dachau i SS-Unterscharführer.
Z zawodu piekarz. W sierpniu 1939 wstąpił do Wehrmachtu. Członek Waffen-SS od 30 czerwca 1944, gdy został również skierowany do służby w obozie Dachau. 14 lipca 1944 przeniesiono go do podobozu Augsburg, gdzie pozostał do 3 października 1944. Następnie od 4 października 1944 do 5 marca 1945 pełnił służbę w podobozie Launingen. 5 kwietnia 1945 powrócił do obozu głównego Dachau i pozostał tam do 30 kwietnia 1945. Uczestniczył w ewakuacji obozu.
W procesie załogi Dachau (US vs. Oskar Knoche i inni), który miał miejsce w dniach 2–6 maja 1947 przed amerykańskim Trybunałem Wojskowym w Dachau skazany został na 4 lata pozbawienia wolności za udział w zbrodniach popełnionych podczas ewakuacji obozu.